# Cantarana
Cantarana (Cantaran-a in piemontese) è un comune italiano di 983 abitanti della provincia di Asti in Piemonte. 

## Geografia fisica
Cantarana è un comune dell'Astesana e si trova nel nord-ovest della Provincia di Asti. Si compone di due zone collinose distinte divise dalla valle Maggiore o Valle Cantarana, dal nome del ruscello che l'attraversa. A Ovest troviamo la zona collinare della Bricco Grosso, delimitata da una cima (275 m s.l.m.) detta Piantà e una collina detta del Chiriè (anticamente Cugliero 250 m s.l.m.); è una zona collinare compatta che tende ai comuni di Dusino San Michele e Valfenera e dove sorgono le frazioni più popolose di Cantarana: il Palazzazzo e il Bricco Grosso. Ad est troviamo la zona collinare più ripida e selvaggia, nonché quella abitata più anticamente, già forse in epoca romana. Il sistema collinare è composto a partire da sud-ovest dal Torrazzo (280 m s.l.m.), Bricco Morra (275 m s.l.m.), Serramezzana (305 m s.l.m.) e Bricco Barrano (260 m s.l.m.)

### Territorio
Cantarana è ubicata nell'Astesana occidentale. Anticamente la zona era il fondo di un antico mare e ancora oggi è possibile, passeggiando tra le colline, trovare numerose conchiglie. Grazie ad alcune cave Cantarana era un luogo privilegiato per poter osservare diverse stratificazioni geologiche.

## Origini del nome
Il toponimo Cantarana è di probabile origine celtica e fa riferimento alla presenza di corsi d'acqua. L'acqua è tuttora presente in grande quantità in località Bonoma, importante campo sorgentifero che alimenta diversi acquedotti.

## Storia
Cantarana nacque come comune nel 1500 con consiglio comunale regolarmente convocato. In realtà si era cominciato ad usare il nome di Cantarana fin dal 1300 come centro di un vasto possedimento fondiario della nobile famiglia astigiana dei Malabayla. Dal momento della sua erezione a comune, entrò a far parte come Podesteria del "Districtus Civitatis Astensis", il Distretto di Asti, comprendente una ventina di comuni sottoposti al diretto controllo della città, che vi nominava i podestà. Nel XVI secolo subì una radicale trasformazione a causa di un impaludamento che pregiudicò l'abitabilità in tutta la vallata. L'attività antropica si spostò quindi in una frazione detta il Torrazzo; tuttavia già nel secolo successivo, con la costruzione della chiesa parrocchiale dedicata allora a Santa Dorotea, tornò a formarsi, lentamente, un piccolo centro nella vallata. 
Nel XIX secolo il barone Medici di Asti pose le basi per costruire a Cantarana un grande acquedotto nella frazione di Bonoma, che servirà tutta la città di Asti (Legambiente nel 2003 la definì la miglior acqua potabile d'Italia). Durante il ventennio fascista Cantarana perdette la propria autonomia comunale, venendo accorpata nel 1928 a Villafranca d'Asti; la recuperò nel 1947.
Nel 1995 avvenne il ritrovamento dei resti di un antico e scomparso castello medioevale ad opera di Marco Ferrero e Angelo Benotto.
Dal 2000 fa parte dell'unione dei comuni Comunità collinare Valtriversa. 

### Simboli

Originariamente lo stemma era quello della famiglia Malabayla, antichi feudatari del posto. Esso era "troncato cuneato di quattro pezzi di rosso e di argento". Oggi lo stemma rappresenta tre colline variamente coltivate su sfondo azzurro del cielo, perché il primo sindaco post-fascismo Cesare Novara interpretò la dentellatura come delle colline.

## Monumenti e luoghi d'interesse
Il centro è piccolo e articolato intorno alla piazza principale dove, adiacente alla chiesa parrocchiale, oggi dedicata a San Giovanni Battista, del 1695, spicca il campanile, di scuola juvarriana (dal celebre architetto Filippo Juvara), ricostruito nel 1914 dall'architetto Gallo di Torino e ospitante 5 campane in mi3. Assai imponente (m 44,21), è tra i più alti della provincia di Asti, nonché ricco di particolari architettonici.
Nella frazione del Bricco Barrano esiste un pozzo medioevale profondo oltre 55 m.
In una cava che negli anni Settanta era uno dei siti geologici privilegiati per osservare le stratificazione del Villafranchiano (oggi purtroppo abbandonata e lasciata nell'oblio dai proprietari) furono ritrovati delle ossa fossili di delfino (anni Trenta) e di mastodonte (anni Sessanta).

### Il Palazzasso
Il Palazzasso è l'antica residenza dei conti di Cantarana. Anticamente tale residenza era a lato dell'attuale mulino ed era come quest'ultimo di origine medioevale. Ma a causa della Piccola era glaciale  subì come tutto il paese un graduale impaludamento e fu, nel 1500, abbandonato a favore dell'attuale edificio. La struttura attuale nella parte conservata, pur avendo subito nei secoli alcune modifiche anche importanti, ricorda ancora oggi la struttura originale. Nacque come residenza rurale e oltre al corpo centrale residenziale aveva in dotazione cascine e stalle. All'estrema sinistra sorge, anche se rimaneggiata nella prima metà del Settecento, la cappella privata dedicata a San Giuseppe. I Malabayla, proprietari del castello, erano una potente famiglia di banchieri e operavano oltre che per la città di Asti (a cui diedero due vescovi e molti notabili) anche in diverse località di Francia e la più importante fu Bourg-en-Bresse.

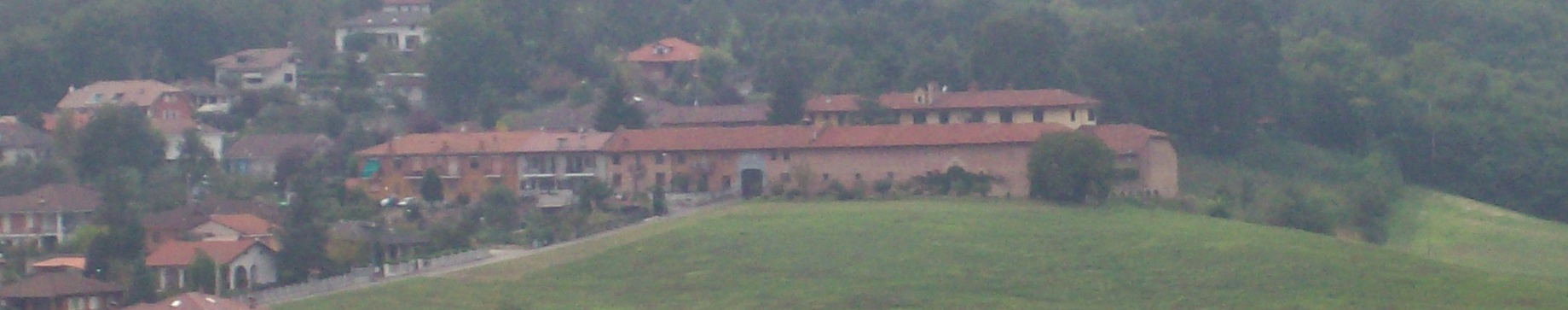
Il Palazzasso come si presenta oggi

Più recentemente il Palazzasso fu teatro di un episodio della vita dello scrittore Vittorio Alfieri in cui, ragazzo, giocando nel cortile, subiva una caduta che lo ferì in modo serio alla testa.
Legata alla storia del palazzo è la cappella di San Giuseppe, che conserva al suo interno un pregevole quadro del Santo posto sopra l'altare in muratura che è quello originale. L'unico banco della cappella è della fine del Seicento e le iniziali incise sono della contessa Ninfa Rosa Marianna Malabayla, morta in circostanze misteriose nel 1702 a soli 29 anni.

## Società

### Evoluzione demografica
Abitanti censiti

## Amministrazione
Di seguito è presentata una tabella relativa alle amministrazioni che si sono succedute in questo comune.
| Periodo        | Periodo        | Primo cittadino       | Partito                                 | Carica  | Note  |
| -------------- | -------------- | --------------------- | --------------------------------------- | ------- | ----- |
| 3 giugno 1985  | 26 maggio 1990 | Giovanni Vigna        | -                                       | Sindaco | [ 7 ] |
| 26 maggio 1990 | 24 aprile 1995 | Giovanni Vigna        | Democrazia Cristiana                    | Sindaco | [ 7 ] |
| 24 aprile 1995 | 14 giugno 1999 | Luigi Bussolino       | lista civica                            | Sindaco | [ 7 ] |
| 14 giugno 1999 | 14 giugno 2004 | Vincenzo Gerbi        | lista civica                            | Sindaco | [ 7 ] |
| 14 giugno 2004 | 8 giugno 2009  | Vincenzo Andrea Gerbi | lista civica                            | Sindaco | [ 7 ] |
| 8 giugno 2009  | 26 maggio 2014 | Roberta Franco        | lista civica                            | Sindaco | [ 7 ] |
| 26 maggio 2014 | 26 maggio 2019 | Roberta Franco        | lista civica Grappolo d'uva e campanile | Sindaco | [ 7 ] |
| 26 maggio 2019 | in carica      | Roberta Franco        | lista civica Grappolo e campanile       | Sindaco | [ 7 ] |

### Gemellaggi
- Chantraine, dal 19 maggio 2007

## Sport
Il piccolo paese ha una società sportiva nata con l'intento di garantire una crescita per la piccola squadra under 15 che militava nel campionato provinciale astigiano e di estendersi addentrandosi nel vivo di altri sport. La sezione "Cantarana Calcio a 5" negli ultimi anni si è estesa ampliando il suo settore giovanile e ha fondato la sua prima squadra nel 2024 che milita in Serie C2, nel mentre è nata la sezione "Arcieri della Quercia" iniziando con più o meno brevi corsi di tiro con l'arco e successivamente è arrivata a far gareggiare in categorie differenti i propri arcieri. L'ultimo settore entrato a far parte della società è il "Bike" che, con sede poco distante dai campi da calcio e di tiro con l'arco, chiamata "Bike Park Cantarana", tiene corsi di mountain bike grazie alla pista tecnica e alle numerose piste nel bosco accanto realizzate interamente dai volontari dell'associazione. Inoltre hanno raggiunto un titolo nazionale: Sara Vinci plurititolata nello Judo e Marco Ferrero, allenatore di Pallavolo femminile, Campione d'Italia C.S.I. nel 2004 e vincitore della Coppa Italia UISP  nel 2017, Giulia Pantone Campionessa italiana di pallavolo femminile UISP. 

## Leggende
- Legata alla storia del Palazzasso è una leggenda con un fantasma come protagonista. Agli inizi del Novecento in questa borgata si faceva a Carnevale una festa, un particolare rituale carnevalesco, detto del "tacchino", che portava tutti gli abitanti a passare in tutte le case della borgata per "far festa al tacchino": arrivati al Palazzasso, che era l'ultima casa, al tacchino veniva tirato il collo, ponendo fine ai festeggiamenti.
In una di queste feste, durante i festeggiamenti finali, tutti i presenti avrebbero sentito un urlo e, voltandosi verso il palazzo, avrebbero visto da una finestra una figura che pugnalava una donna vestita in abiti barocchi che piombava a terra. I padroni di casa (i signori Gambini, antenati degli attuali residenti) sarebbero corsi al piano di sopra a vedere, ma giunti nella stanza non avrebbero trovato nulla. Questo episodio pare si sia ripetuto per diverse volte nei giorni successivi, tanto da lasciare memoria in vecchie filastrocche locali
- Una leggenda tramandata oralmente di generazione in generazione dai discendenti della famiglia  Malabayla narra che lo stesso Re di Inghilterra, non potendo far fronte immediatamente ad un prestito di questi, dovette dare in pegno la corona di Inghilterra, che pertanto, secondo la leggenda, venne custodita per un certo periodo a Cantarana

## Galleria d'immagini

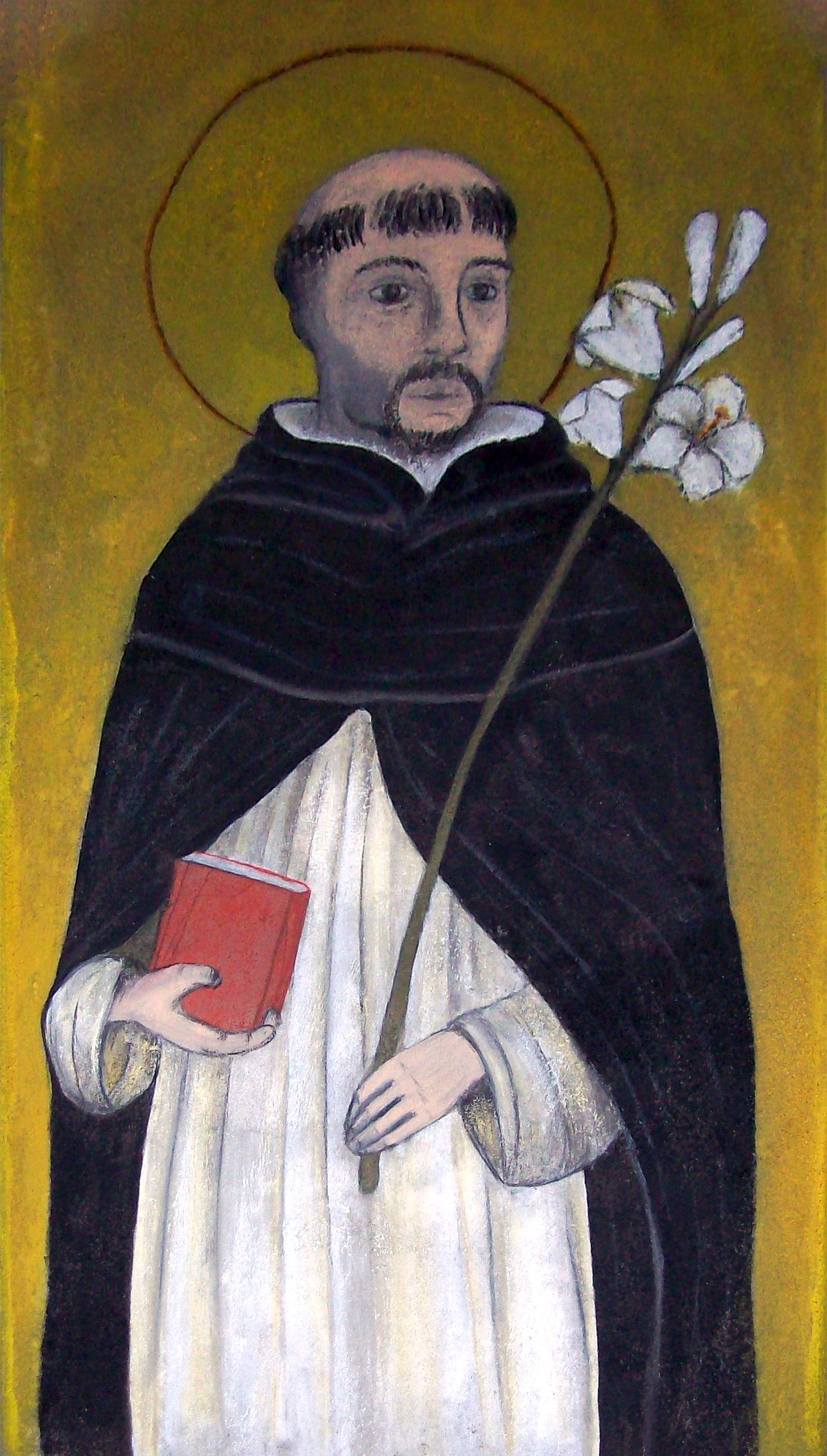
Affresco in un pilone votivo al Bricco Morra località Preglio
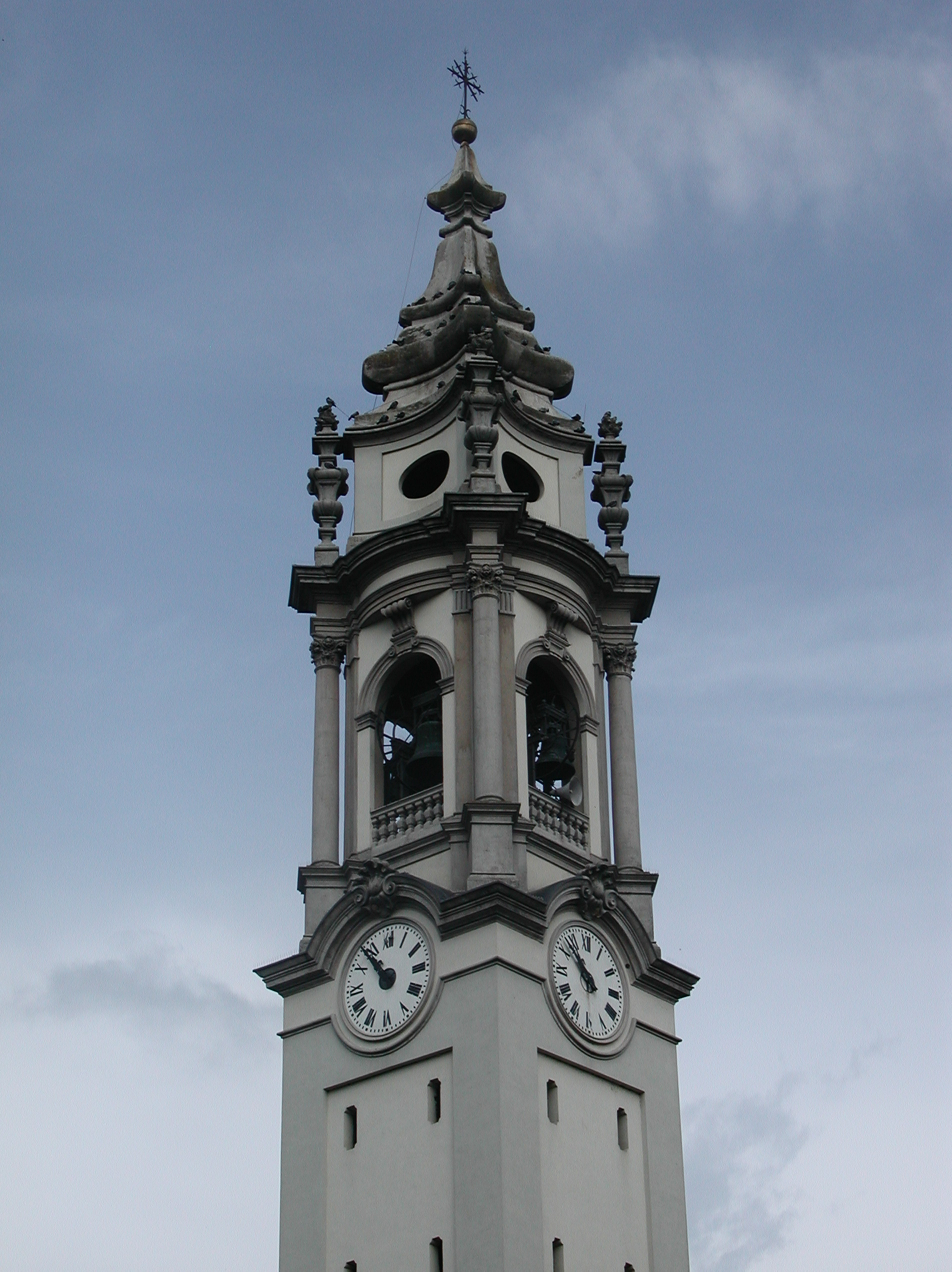
Il campanile della chiesa parrocchiale di Cantarana
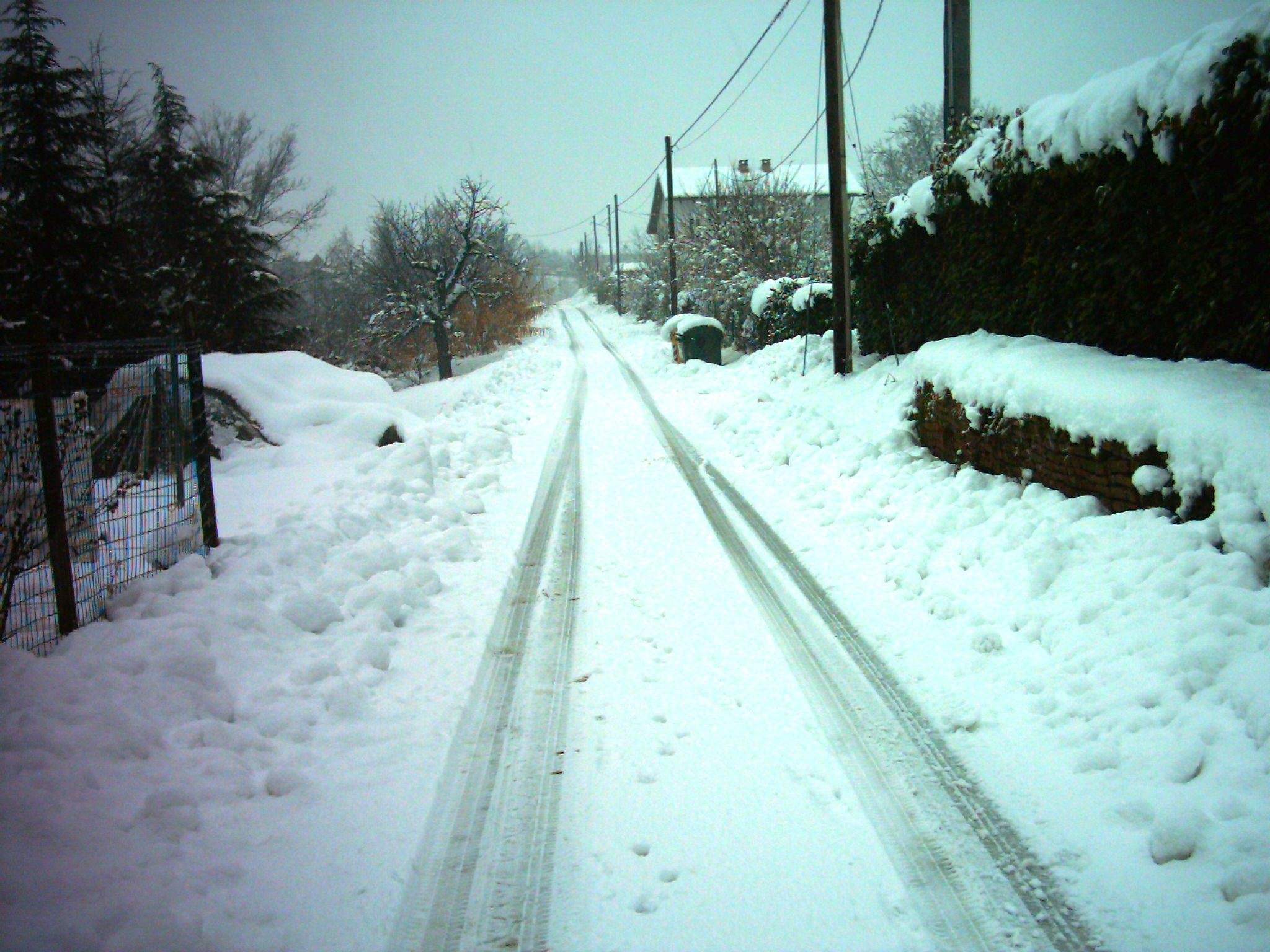
Bricco Morra: eccezionale nevicata del 27 gennaio 2006
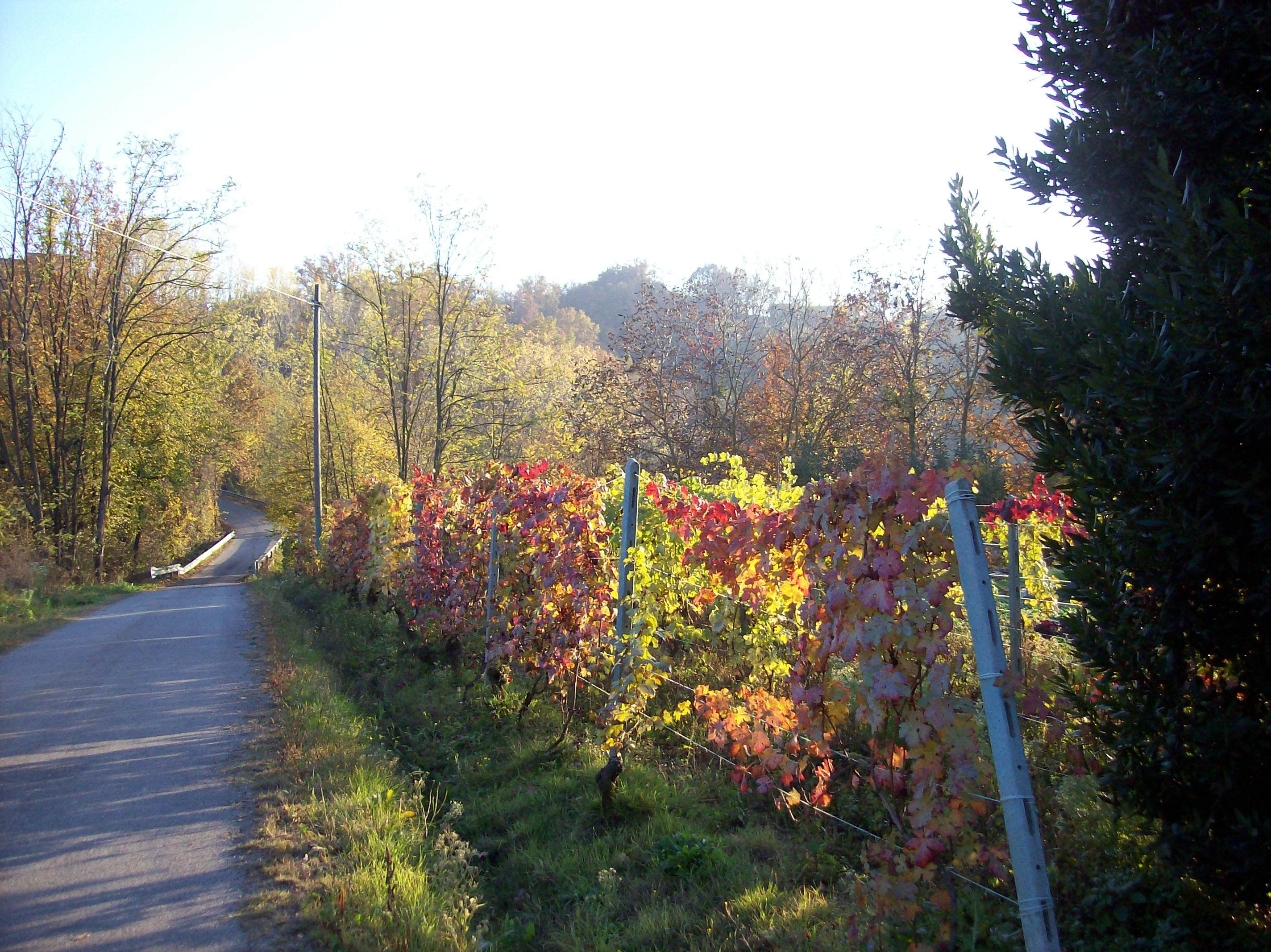
Tramonto sui vigneti a Cantarana
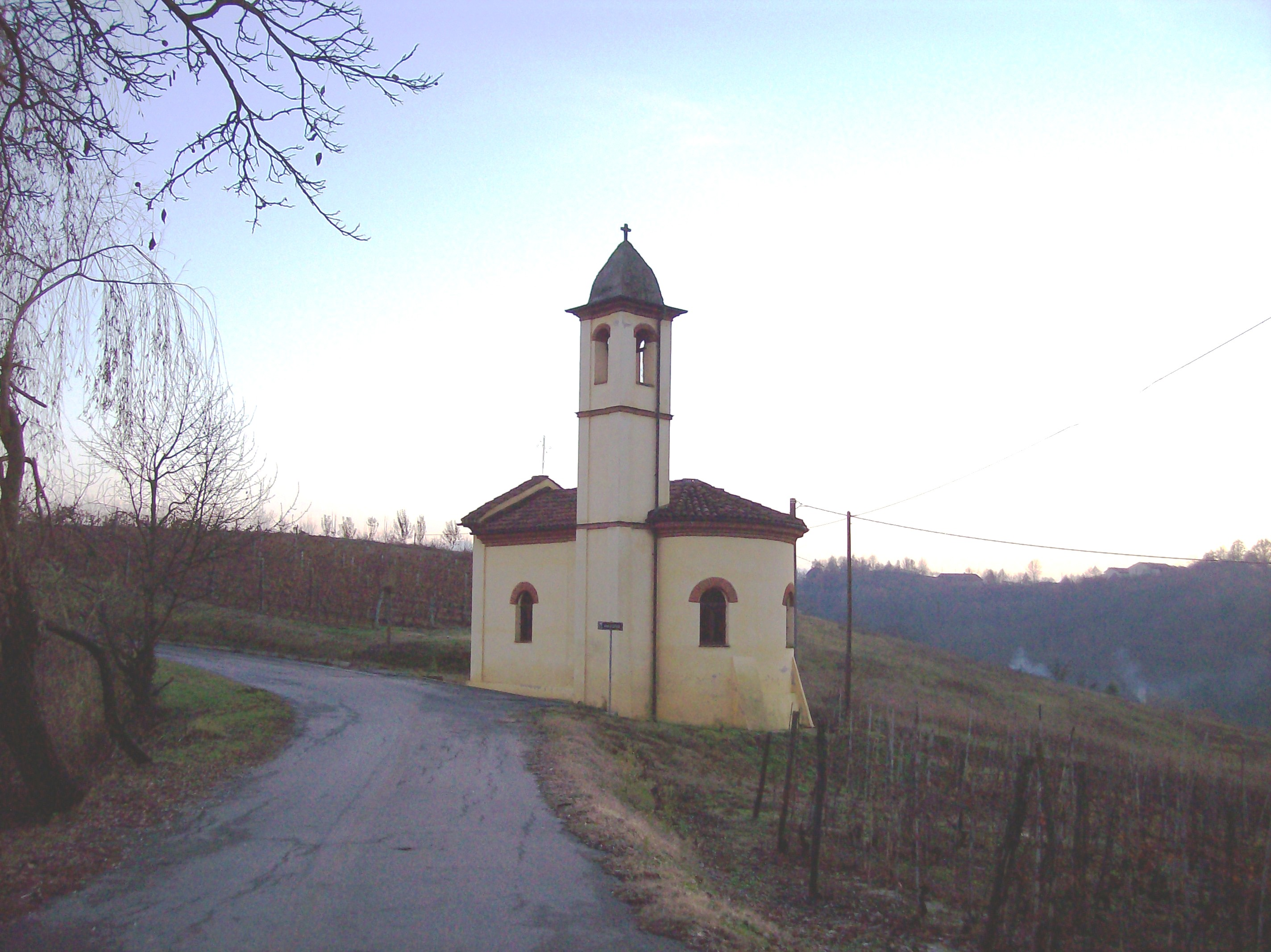
Chiesa campestre della Santissima Trinità